# One Punch Man
One-Punch Man (ワンパンマン, Wanpanman) est un manga en ligne écrit  et dessiné par One. Il est publié sur le site personnel de l'auteur depuis le 3 juin 2009. Une adaptation en manga dessinée par Yūsuke Murata est publiée dans le webmagazine Tonari no Young Jump de l'éditeur Shūeisha depuis le 14 juin 2012, et 34 tomes sont sortis en aout 2025. La version française est publiée par Kurokawa à partir de janvier 2016.
Une adaptation en série d'animation produite par le studio Madhouse est diffusée entre octobre et décembre 2015 sur TV Tokyo au Japon et en simulcast sur Anime Digital Network dans les pays francophones. Une seconde saison produite par le studio J. C. Staff est diffusée entre avril et juillet 2019. Une troisième saison a été annoncée et sera aussi produite par J. C. Staff.
En juin 2012, le webcomic original dépassait 7,9 millions de visites. En avril 2020, le manga s'est vendu à plus de 30 millions d'exemplaires dans le monde, ce qui fait de l'œuvre l'une des séries de mangas les plus vendus.

## Synopsis
Saitama est un jeune homme sans emploi, déprimé et sans but profond dans sa vie. Un jour, il rencontre un monstre qui recherche un jeune garçon « avec un menton fendu comme un cul » selon ses termes. Saitama finit par rencontrer ce jeune garçon et décide de le sauver de l'homme-crabe, qu'il arrive à battre difficilement. Dès lors, Saitama décide de devenir un super-héros et s’entraîne pendant trois ans très sérieusement : 100 pompes, 100 squats, 100 abdos et 10 km de course au quotidien, sans chauffage ni climatisation. À la fin de son entrainement « si intense qu'il en perd ses cheveux », il remarque qu'il est devenu tellement fort qu'il parvient désormais à battre tous ses adversaires d'un seul coup de poing. Sa force démesurée est pour lui source de problèmes, puisqu'il ne trouve pas d'adversaires à sa taille et s'ennuie dans son métier de héros car les combats ne lui procurent plus aucune sensation ni aucune adrénaline... Bien qu'il ait mis un terme à un bon nombre de menaces toutes plus dangereuses les unes que les autres, personne ne semble remarquer l'incroyable capacité de Saitama, à l'exception de son ami et disciple Genos, un jeune homme devenu cyborg.

## Personnages
- Saitama (サイタマ?)

Voix japonaise : Makoto Furukawa (en), voix française : Orelsan
Saitama est un jeune actif ayant perdu goût à la vie.
Il décide de devenir un héros après avoir sauvé un enfant d'un monstre. Dès lors, il s’entraîne pendant trois ans afin de devenir un puissant héros soit dix kilomètres de course à pied, cent pompes, cent abdos, cent squats, chaque jour. Après un entraînement « intensif », Saitama remarque deux changements : il est devenu terriblement fort, au point de vaincre ses ennemis en un coup, et a perdu tous ses cheveux. Sa principale attaque est le fameux « One Punch » pouvant vaincre des ennemis très puissants en un rien de temps.
À son entrée dans L'association des héros, il est classé dernier de la Classe C, ayant réussi toutes les épreuves de force haut la main et en enregistrant de nouveaux records mais ayant totalement raté l'épreuve écrite. Il est actuellement 39e de la Classe A.
Bien qu'il soit le personnage le plus fort du manga, à cause de son faible charisme et de son incapacité à se concentrer, il est considéré à tort comme un tricheur qui utiliserait de nombreux artifices pour vaincre ses ennemis d'un seul coup. Même lorsqu'il sauve le Japon d'une météorite, on lui reproche la destruction de la ville à la suite des retombées de débris de celle-ci. Son nom de héros est « Le Chauve Capé ».
- Genos (ジェノス, Jenosu?)

Voix japonaise : Kaito Ishikawa, voix française : Bastien Bourlé
Élève de Saitama, Genos est un cyborg possédant un arsenal impressionnant d'armes capables de causer de très lourds dégâts. Il peut entre autres utiliser divers canons très puissants. Son attaque la plus redoutable l'oblige à utiliser son cœur artificiel afin de lancer un puissant laser destructeur. Genos a par ailleurs beaucoup de succès auprès de la gent féminine. Il est classé 17e dans la Classe S à son entrée dans L'association des héros et il est actuellement 14e de la Classe S.
À l'origine, Genos était un humain normal jusqu'à ce que toute sa famille périsse à cause d'un mystérieux cyborg fou, et il fut recueilli par le professeur Kidob qui fit de lui un cyborg. En quête de vengeance, il mène son enquête sur les traces du cyborg tueur, avec pour intention de l’annihiler, et combattait des monstres pour devenir plus fort jusqu'à ce qu'il soit vaincu par Miss Moustique version Reine de Sang. Alors qu'il allait s'autodétruire pour la battre et sauver la ville, il est sauvé par Saitama qui bat la reine des moustiques en quelques secondes avec une facilité effrayante (d'une gifle en fait). Genos tombe alors en admiration devant Saitama et sa force, et devient son disciple, bien que Saitama soit incapable de lui apprendre quoi que ce soit sur sa force.
Genos est charismatique, discipliné, il n'a aucun sens de l'humour et possède des difficultés à comprendre le second degré ; il est extrêmement dévoué envers son maître, dont il cherche le secret de la puissance, avec une ardeur frisant parfois l'obsession. Son nom de héros est « Le Démon Cyborg ».

## Manga
Le webmanga original est écrit et dessiné par ONE sur son site personnel depuis le 3 juillet 2009.
L'adaptation en série manga dessinée par Yūsuke Murata est publiée depuis le 14 juin 2012 dans le webmagazine Tonari no Young Jump,. L'idée de cette adaptation a débuté après une discussion sur Twitter de Murata souhaitant collaborer avec ONE. Les chapitres sont publiés en format tankōbon avec un tome 1 sorti le 4 décembre 2012. En date du 4 août 2025, 34 tomes sont sortis au Japon.
En octobre 2015, Kurokawa annonce la publication de la version française de One Punch Man à partir de janvier 2016,.
La série est publiée en Amérique du Nord dans le magazine numérique Weekly Shōnen Jump Alpha édité par VIZ Media.

## Anime
L'adaptation en anime est annoncée en mars 2015 dans le magazine Young Jump. Celle-ci est produite au sein du studio Madhouse avec une réalisation de Shingo Natsume et un scénario de Tomohiro Suzuki. Chikashi Kubota s'occupe du design des personnages, Shoji Hata, celui du design sonore et Makoto Miyazak compose la musique. La série est diffusée depuis le 5 octobre 2015 au Japon. Six OAV sont proposés avec les DVD et Blu-ray. Le dixième tome du manga inclut également un OAV au Japon. Les droits d'exploitation de la licence sont détenus par Viz Media Europe et une diffusion en simulcast en VOSTFr est proposée sur Anime Digital Network dans les pays francophones. L’anime est ensuite diffusé depuis le 2 janvier 2017 sur Game One et depuis avril 2018 sur Netflix.
Une seconde saison est annoncée en septembre 2016.Elle est cette fois-ci animée par le studio J. C. Staff, avec Chikara Sakurai remplaçant Shingo Natsume dans la réalisation et Yoshikazu Iwanami remplaçant Shoji Hata dans la direction sonore. Composée de 12 épisodes, la série débute avec un épisode récapitulatif le 2 avril 2019 et la suite de la série le 9 avril 2019 et se termine le 2 juillet 2019.
Une troisième saison est annoncée en août 2022. Le 29 février 2024, il est confirmé que la série est toujours animée par J. C. Staff et garde le même casting.

## Jeux vidéo
Le 25 juin 2019, One-Punch Man: A Hero Nobody Knows a été annoncé sur PlayStation 4, Xbox One et PC. Il est sorti au Japon le 27 février 2020 et dans le monde le 28 février 2020.
Le 22 août 2019, un jeu mobile intitulé One Punch Man: Road to Hero est sorti sur iOS et Android.

## Adaptation live
Scott Rosenberg et Jeff Pinkner, qui ont participé à l’écriture du script de l'adaptation de comics Venom, ont signé un contrat avec Sony pour écrire une adaptation en live-action du manga.

## Accueil

### Webcomic
Le webcomic a été considéré comme un succès instantané peu de temps après sa création, recevant des milliers de vues et de commentaires en quelques semaines. Il a reçu 7,9 millions de visites en juin 2012. Selon ONE, au moment où il avait écrit le cinquième chapitre, il recevait 30 commentaires par mise à jour. (Sur Nitosha.net, une série était considérée comme "populaire" si elle recevait systématiquement au moins 30 commentaires.) Le nombre de commentaires augmentait progressivement, et au moment où ONE avait publié le 30e chapitre, il recevait près de 1000 commentaires par mise à jour.

### Manga
One-Punch Man était l'une des œuvres recommandées par le jury de la division Manga lors des 17e et 18e éditions du Japan Media Arts Festival en 2013 et 2014, respectivement,. La série était l'une des dix nommées pour la septième édition annuelle des Manga Taishō en 2014. Il a été nommé pour un Eisner Award en 2015, et un Harvey Award en 2016. Le manga a remporté le prix Sugoi Japan, et le prix Manga Barcelona pour la catégorie meilleur seinen en 2017.

### Réception commerciale
One-Punch Man était le 9e manga le plus vendu de 2016, avec plus de 3,9 millions d'exemplaires vendus. C'était le 8e manga le plus vendu de 2017, avec plus de 3,2 millions d'exemplaires vendus.
One-Punch Man avait 2,2 millions d'exemplaires imprimés en novembre 2013. En juillet 2017, le manga avait 13 millions d'exemplaires imprimés, en juillet 2019, ce chiffre était passé à 20 millions d'exemplaires imprimés. En avril 2020, la série s'est vendue à plus de 30 millions d'exemplaires dans le monde.